# Anime & Manga Grand Prix
Ne doit pas être confondu avec Anime Grand Prix.
Pour les articles homonymes, voir AGP.
L’Anime & Manga Grand Prix (AMGP), initialement dénommé Anime Grand Prix Français (AGP) de 1994 à 2006, est une récompense décernée par le magazine français AnimeLand à des œuvres ou des personnalités du monde de l’animation japonaise et du manga. Il est remis tous les ans depuis sa création en 1994.
Cet événement s'inspire de l’Anime Grand Prix créé par le magazine Animage en 1980 au Japon, qui permet aux lecteurs de voter pour leurs animes préférés à travers différentes catégories. Les résultats sont relayés par le magazine AnimeLand durant plusieurs années, avant que le magazine ne crée son propre prix en 1994. Les catégories ont alors été adaptées au public français et ouvertes à l’animation internationale. Au départ au nombre de sept, elles sont retravaillées au cours des années et passent à huit récompenses en 1996. Les votants ne sont pas des professionnels, mais les fans et les lecteurs.
En 2005 le magazine AnimeLand s’est recentré sur l'animation japonaise et les mangas. C’est pourquoi en 2007, l'appellation « Anime Grand Prix Français » est transformé en « Anime & Manga Grand Prix ». Les catégories ont ainsi été modifiées pour finalement passer de huit à quatorze.

## Historique
- Mai 1994 : création de l’Anime Grand Prix Français (AGP) par le magazine AnimeLand, premier appel aux votes dans le 14e numéro.
- Septembre 1994 : première publication des résultats de l’AGP dans le numéro 15.
- Octobre 1995 : deuxième édition de l’AGP au sein du numéro 20.
- Septembre 1996 : troisième édition de l’AGP dans le numéro 25.
- Octobre et novembre 1997 : quatrième édition de l’AGP dans le numéro 36.
- Octobre 1998 : cinquième édition de l’AGP dans le numéro 45.
- Octobre 1999 : sixième édition de l’AGP dans le numéro 55.
- Octobre 2000 : septième édition de l’AGP dans le numéro 65.
- Octobre 2001 : huitième édition de l’AGP dans le numéro 75.
- Octobre 2002 : neuvième édition de l’AGP dans le numéro 85.
- Octobre 2003 : dixième édition de l’AGP dans le numéro 95.
- Octobre 2004 : onzième édition de l’AGP dans le numéro 105.
- Octobre 2005 : douzième édition de l’AGP dans le numéro 115.
- Octobre 2006 : treizième édition de l’AGP dans le numéro 125.
- Mai 2007 : Changement de l’« Anime Grand Prix » en « Anime & Manga Grand Prix ». Quatorzième publication des résultats dans AnimeLand numéro 131.
- Avril 2008 : quinzième édition de l’Anime & Manga Grand Prix (AMGP) dans le numéro 140.
- Avril 2009 : seizième édition de l’AMGP dans le numéro 150.
- Avril 2010 : dix-septième édition de l’AMGP dans le numéro 160.
- Avril 2011 : 18e édition de l'AMGP dans le numéro 170.
- Avril 2012 : 19e édition de l'AMGP dans le numéro 180.

## Les catégories et leur évolution

### De 1994 à 1995
| Meilleure série TV                 | Meilleur film cinéma               | Meilleure OAV                         | Meilleur personnage féminin                     | Meilleur personnage masculin       | Meilleur générique ou chanson      | Meilleur comédien de doublage      | Source                             |                                    |
| 1er Anime Grand Prix Français 1994 | 1er Anime Grand Prix Français 1994 | 1er Anime Grand Prix Français 1994    | 1er Anime Grand Prix Français 1994              | 1er Anime Grand Prix Français 1994 | 1er Anime Grand Prix Français 1994 | 1er Anime Grand Prix Français 1994 | 1er Anime Grand Prix Français 1994 | 1er Anime Grand Prix Français 1994 |
| ---------------------------------- | ---------------------------------- | ------------------------------------- | ----------------------------------------------- | ---------------------------------- | ---------------------------------- | ---------------------------------- | ---------------------------------- | ---------------------------------- |
| Dragon Ball Z                      | Akira                              | Les Chroniques de la guerre de Lodoss | Madoka Ayukawa / Sabrina (Kimagure Orange Road) | Ryô Saeba (City Hunter)            | Moonlight Densetsu                 | Vincent Ropion                     | [ 1 ]                              |                                    |
| 2e Anime Grand Prix Français 1995  |                                    |                                       |                                                 |                                    |                                    |                                    |                                    |                                    |
| Dragon Ball Z                      | Akira                              | Les Chroniques de la guerre de Lodoss | Madoka Ayukawa / Sabrina (Kimagure Orange Road) | Ryô Saeba (City Hunter)            | Adesso è fortuna                   | Vincent Ropion                     | [ 2 ]                              |                                    |

### De 1996 à 2003
| Meilleure série TV                 | Meilleur film cinéma              | Meilleure OAV                         | Meilleur personnage féminin                     | Meilleur personnage masculin      | Meilleur espoir                   | Meilleur générique ou chanson     | Meilleur comédien de doublage     | Source                            |                                   |
| 3e Anime Grand Prix Français 1996  | 3e Anime Grand Prix Français 1996 | 3e Anime Grand Prix Français 1996     | 3e Anime Grand Prix Français 1996               | 3e Anime Grand Prix Français 1996 | 3e Anime Grand Prix Français 1996 | 3e Anime Grand Prix Français 1996 | 3e Anime Grand Prix Français 1996 | 3e Anime Grand Prix Français 1996 | 3e Anime Grand Prix Français 1996 |
| ---------------------------------- | --------------------------------- | ------------------------------------- | ----------------------------------------------- | --------------------------------- | --------------------------------- | --------------------------------- | --------------------------------- | --------------------------------- | --------------------------------- |
| Nadia, le secret de l'eau bleue    | Porco Rosso                       | Les Chroniques de la guerre de Lodoss | Madoka Ayukawa / Sabrina (Kimagure Orange Road) | Ryô Saeba (City Hunter)           | Neon Genesis Evangelion           | Adesso è fortuna                  | Vincent Ropion                    | [ 3 ]                             |                                   |
| 4e Anime Grand Prix Français 1997  |                                   |                                       |                                                 |                                   |                                   |                                   |                                   |                                   |                                   |
| Neon Genesis Evangelion            | Ghost in the Shell                | Please Save My Earth                  | Madoka Ayukawa / Sabrina (Kimagure Orange Road) | Ryô Saeba (City Hunter)           | Vision d'Escaflowne               | Zankokuna tenshi no These         | Vincent Ropion                    | [ 4 ]                             |                                   |
| 5e Anime Grand Prix Français 1998  |                                   |                                       |                                                 |                                   |                                   |                                   |                                   |                                   |                                   |
| Neon Genesis Evangelion            | Mon voisin Totoro                 | Please Save My Earth                  | Rei (Neon Genesis Evangelion)                   | Ryô Saeba (City Hunter)           | Princesse Mononoké                | Zankokuna tenshi no These         | Vincent Ropion                    | [ 5 ]                             |                                   |
| 6e Anime Grand Prix Français 1999  |                                   |                                       |                                                 |                                   |                                   |                                   |                                   |                                   |                                   |
| Neon Genesis Evangelion            | Le Tombeau des lucioles           | Please Save My Earth                  | Rei (Neon Genesis Evangelion)                   | Ryô Saeba (City Hunter)           | Fushigi Yugi                      | Zankokuna tenshi no These         | Vincent Ropion                    | [ 6 ]                             |                                   |
| 7e Anime Grand Prix Français 2000  |                                   |                                       |                                                 |                                   |                                   |                                   |                                   |                                   |                                   |
| Vision d'Escaflowne                | Princesse Mononoké                | Kenshin le vagabond                   | Rei (Neon Genesis Evangelion)                   | Van Fanel (Vision d'Escaflowne)   | Vision d'Escaflowne               | Zankokuna tenshi no These         | Vincent Ropion                    | [ 7 ]                             |                                   |
| 8e Anime Grand Prix Français 2001  |                                   |                                       |                                                 |                                   |                                   |                                   |                                   |                                   |                                   |
| Cowboy Bebop                       | Princesse Mononoké                | Kenshin le vagabond                   | Faye Valentine (Cowboy Bebop)                   | Spike Spiegel (Cowboy Bebop)      | Love Hina                         | Duvet                             | Patricia Legrand                  | [ 8 ]                             |                                   |
| 9e Anime Grand Prix Français 2002  |                                   |                                       |                                                 |                                   |                                   |                                   |                                   |                                   |                                   |
| Cowboy Bebop                       | Le Voyage de Chihiro              | Kenshin le vagabond                   | Faye Valentine (Cowboy Bebop)                   | Spike Spiegel (Cowboy Bebop)      | Noir                              | Zankokuna tenshi no These         | Vincent Ropion                    | [ 9 ]                             |                                   |
| 10e Anime Grand Prix Français 2003 |                                   |                                       |                                                 |                                   |                                   |                                   |                                   |                                   |                                   |
| Fruits Basket                      | Le Voyage de Chihiro              | Kenshin le vagabond                   | Honda Tohrû (Fruits Basket)                     | Spike Spiegel (Cowboy Bebop)      | Saint Seiya                       | Zankokuna tenshi no These         | Vincent Ropion                    | [ 10 ]                            |                                   |

### De 2004 à 2006
| Révélation de l’année              | Meilleure série « classique »      | Meilleur film cinéma               | Meilleur espoir                    | Meilleur personnage féminin        | Meilleur personnage masculin       | Meilleure chanson                  | Meilleur comédien de doublage      | Source                             |                                    |
| 11e Anime Grand Prix Français 2004 | 11e Anime Grand Prix Français 2004 | 11e Anime Grand Prix Français 2004 | 11e Anime Grand Prix Français 2004 | 11e Anime Grand Prix Français 2004 | 11e Anime Grand Prix Français 2004 | 11e Anime Grand Prix Français 2004 | 11e Anime Grand Prix Français 2004 | 11e Anime Grand Prix Français 2004 | 11e Anime Grand Prix Français 2004 |
| ---------------------------------- | ---------------------------------- | ---------------------------------- | ---------------------------------- | ---------------------------------- | ---------------------------------- | ---------------------------------- | ---------------------------------- | ---------------------------------- | ---------------------------------- |
| Wolf's Rain                        | Cowboy Bebop                       | Princesse Mononoké                 | Saint Seiya                        | Faye Valentine (Cowboy Bebop)      | Spike Spiegel (Cowboy Bebop)       | Zankokuna tenshi no These          | Vincent Ropion                     | [ 11 ]                             |                                    |
| 12e Anime Grand Prix Français 2005 |                                    |                                    |                                    |                                    |                                    |                                    |                                    |                                    |                                    |
| Fullmetal Alchemist                | Cowboy Bebop                       | Le Château ambulant                | Saint Seiya                        | Faye Valentine (Cowboy Bebop)      | Edward Elric (Fullmetal Alchemist) | Melissa                            | Arthur Pestel                      | [ 12 ]                             |                                    |
| 13e Anime Grand Prix Français 2006 |                                    |                                    |                                    |                                    |                                    |                                    |                                    |                                    |                                    |
| Monster                            | Fullmetal Alchemist                | Final Fantasy VII Advent Children  | Bleach                             | Naru Narusegawa (Love Hina)        | Edward Elric (Fullmetal Alchemist) | Melissa                            | Arthur Pestel                      | [ 13 ]                             |                                    |

### De 2007 à 2009
| Meilleur anime japonais de l’année | Meilleur anime non japonais        | Meilleur espoir anime              | Meilleur générique                 | Meilleure série « classique »      | Meilleur film cinéma               | Meilleure voix française           | Meilleure série manga de l’année   | Meilleure BD au « style manga »    | Meilleur one-shot de l’année       | Meilleur shōnen classique          | Meilleur shōjo classique           | Meilleur seinen classique          | Meilleur espoir manga              | Source                             |
| 14e Anime et Manga Grand Prix 2007 | 14e Anime et Manga Grand Prix 2007 | 14e Anime et Manga Grand Prix 2007 | 14e Anime et Manga Grand Prix 2007 | 14e Anime et Manga Grand Prix 2007 | 14e Anime et Manga Grand Prix 2007 | 14e Anime et Manga Grand Prix 2007 | 14e Anime et Manga Grand Prix 2007 | 14e Anime et Manga Grand Prix 2007 | 14e Anime et Manga Grand Prix 2007 | 14e Anime et Manga Grand Prix 2007 | 14e Anime et Manga Grand Prix 2007 | 14e Anime et Manga Grand Prix 2007 | 14e Anime et Manga Grand Prix 2007 | 14e Anime et Manga Grand Prix 2007 |
| ---------------------------------- | ---------------------------------- | ---------------------------------- | ---------------------------------- | ---------------------------------- | ---------------------------------- | ---------------------------------- | ---------------------------------- | ---------------------------------- | ---------------------------------- | ---------------------------------- | ---------------------------------- | ---------------------------------- | ---------------------------------- | ---------------------------------- |
| Naruto                             | Ōban, Star-Racers                  | Death Note                         | Rewrite                            | Fullmetal Alchemist                | Le Château ambulant                | Arthur Pestel                      | D.Gray-man                         | Pink Diary                         | Itsudatte my Santa                 | Fullmetal Alchemist                | Fruits Basket                      | Monster                            | Death Note                         | [ 14 ]                             |
| 15e Anime et Manga Grand Prix 2008 |                                    |                                    |                                    |                                    |                                    |                                    |                                    |                                    |                                    |                                    |                                    |                                    |                                    |                                    |
| Bleach                             | Les Simpson                        | Naruto                             | Rose                               | Fullmetal Alchemist                | La Traversée du temps              | Arthur Pestel                      | Death Note                         | Maliki                             | Le Jeu du chat et de la souris     | One Piece                          | Fruits Basket                      | Berserk                            | Saint Seiya: The Lost Canvas       | [ 15 ]                             |
| 16e Anime et Manga Grand Prix 2009 |                                    |                                    |                                    |                                    |                                    |                                    |                                    |                                    |                                    |                                    |                                    |                                    |                                    |                                    |
| Death Note                         | Wakfu                              | Soul Eater                         | Hare-Hare Yukai                    | One Piece                          | Princesse Mononoké                 | Arthur Pestel                      | Fairy Tail                         | Maliki                             | Katsuhiro Otomo Anthology          | One Piece                          | Nana                               | Berserk                            | Bakuman                            | [ 16 ]                             |

### De 2010 à 2013
| Meilleur anime japonais de l’année | Meilleur anime non japonais de l’année | Meilleur espoir anime              | Meilleur générique                 | Meilleure série « classique »      | Meilleur film cinéma de l’année    | Meilleure voix française de l’année | Meilleure série manga de l’année   | Meilleure BD au « style manga » de l’année | Meilleur one-shot de l’année       | Meilleur shōnen classique          | Meilleur shōjo classique           | Meilleur seinen classique          | Meilleur espoir manga              | Source                             |
| 17e Anime et Manga Grand Prix 2010 | 17e Anime et Manga Grand Prix 2010     | 17e Anime et Manga Grand Prix 2010 | 17e Anime et Manga Grand Prix 2010 | 17e Anime et Manga Grand Prix 2010 | 17e Anime et Manga Grand Prix 2010 | 17e Anime et Manga Grand Prix 2010  | 17e Anime et Manga Grand Prix 2010 | 17e Anime et Manga Grand Prix 2010         | 17e Anime et Manga Grand Prix 2010 | 17e Anime et Manga Grand Prix 2010 | 17e Anime et Manga Grand Prix 2010 | 17e Anime et Manga Grand Prix 2010 | 17e Anime et Manga Grand Prix 2010 | 17e Anime et Manga Grand Prix 2010 |
| ---------------------------------- | -------------------------------------- | ---------------------------------- | ---------------------------------- | ---------------------------------- | ---------------------------------- | ----------------------------------- | ---------------------------------- | ------------------------------------------ | ---------------------------------- | ---------------------------------- | ---------------------------------- | ---------------------------------- | ---------------------------------- | ---------------------------------- |
| Code Geass                         | Bunny Maloney                          | Black Butler                       | Again                              | One Piece                          | Ponyo sur la falaise               | Gurren Lagann                       | Soul Eater                         | Omega Complex                              | Wanted                             | One Piece                          | Nana                               | Monster                            | Onani Master Kurosawa              | [ 17 ]                             |
| 18e Anime et Manga Grand Prix 2011 |                                        |                                    |                                    |                                    |                                    |                                     |                                    |                                            |                                    |                                    |                                    |                                    |                                    |                                    |
| Black Butler                       | Tara Duncan                            | Bakuman.                           | Again                              | One Piece                          | Summer Wars                        | Régis Reuilhac                      | Bakuman.                           | Appt. 44                                   | Gate 7                             | One Piece                          | Nana                               | Monster                            | GTO: Shonan 14 Days                | [ 18 ]                             |
| 19e Anime et Manga Grand Prix 2012 |                                        |                                    |                                    |                                    |                                    |                                     |                                    |                                            |                                    |                                    |                                    |                                    |                                    |                                    |
| Fairy Tail                         | Wakfu (saison 2)                       | Puella Magi Madoka Magica          | Arrietty's Song                    | One Piece                          | Arrietty                           | Fairy Tail                          | Beelzebub                          | Memento Mori                               | Hideout                            | One Piece                          | Nana                               | Monster                            | Kingdom Hearts                     | [ 19 ]                             |
| 20e Anime et Manga Grand Prix 2013 |                                        |                                    |                                    |                                    |                                    |                                     |                                    |                                            |                                    |                                    |                                    |                                    |                                    |                                    |
| Puella Magi Madoka Magica          | Les Mystérieuses Cités d'or            | Hyōka                              | Core Pride                         | Blue Exorcist                      | Les Enfants loups, Ame et Yuki     | Les Enfants loups, Ame et Yuki      | Bonne nuit Punpun                  | City Hall                                  | Crimson-Shell                      | One Piece                          | Fruits Basket                      | Berserk                            | L'Attaque des Titans               | [ 20 ]                             |

### Depuis 2014
| Meilleur anime japonais            | Meilleure série d'animation internationale | Meilleur espoir anime              | Meilleur générique                 | Meilleur anime de tous les temps   | Meilleur film d'animation japonais | Meilleur doublage français         | Meilleure série manga              | Meilleure BD au « style manga »    | Meilleur one-shot                  | Meilleur shōnen                    | Meilleur shōjo                     | Meilleur seinen                    | Meilleur espoir manga              | Meilleur Yaoi                      | Source                             |
| 22e Anime et Manga Grand Prix 2014 | 22e Anime et Manga Grand Prix 2014         | 22e Anime et Manga Grand Prix 2014 | 22e Anime et Manga Grand Prix 2014 | 22e Anime et Manga Grand Prix 2014 | 22e Anime et Manga Grand Prix 2014 | 22e Anime et Manga Grand Prix 2014 | 22e Anime et Manga Grand Prix 2014 | 22e Anime et Manga Grand Prix 2014 | 22e Anime et Manga Grand Prix 2014 | 22e Anime et Manga Grand Prix 2014 | 22e Anime et Manga Grand Prix 2014 | 22e Anime et Manga Grand Prix 2014 | 22e Anime et Manga Grand Prix 2014 | 22e Anime et Manga Grand Prix 2014 | 22e Anime et Manga Grand Prix 2014 |
| ---------------------------------- | ------------------------------------------ | ---------------------------------- | ---------------------------------- | ---------------------------------- | ---------------------------------- | ---------------------------------- | ---------------------------------- | ---------------------------------- | ---------------------------------- | ---------------------------------- | ---------------------------------- | ---------------------------------- | ---------------------------------- | ---------------------------------- | ---------------------------------- |
| Tokyo Ghoul                        | Star Wars Rebels                           | Seven Deadly Sins                  | unravel (Tokyo Ghoul)              | Dragon Ball                        | Le vent se lève                    | L'Attaque des Titans               | Seven Deadly Sins                  | Radiant                            | Coffee Time                        | Seven Deadly Sins                  | Orange                             | Tokyo Ghoul                        | Orange                             | 10 Count                           | [ 21 ]                             |